# Ennismore
| Recensione | Giudizio |
| ---------- | -------- |
| AllMusic   | [ 1 ]    |

Ennismore è il secondo album discografico di Colin Blunstone, pubblicato dalla casa discografica Epic Records nel novembre del 1972.
Due brani (presenti nell'album) entrati nella classifica britannica riservata ai singoli: I Don't Believe in Miracles (nr. 31) e How Could We Dare to Be Wrong (nr. 45).

## Tracce
Lato A
1. I Don't Believe in Miracles – 3:05 (Russ Ballard)
2. Quartet – 10:52
3. I Want Some More – 3:02 (Colin Blunstone)

Lato B
1. Pay Me Later – 3:45 (Colin Blunstone, Phil Dennys)
2. Andorra – 3:16 (Rod Argent, Chris White)
3. I've Always Had You – 2:38 (Colin Blunstone)
4. Time's Running Out – 2:30 (Colin Blunstone)
5. How Could We Dare to Be Wrong – 3:22 (Colin Blunstone, Phil Dennys)

## Musicisti
- Colin Blunstone - voce, chitarra
- Rod Argent - pianoforte
- Mike Snow - pianoforte, chitarra
- Phil Dennys - pianoforte
- Phil Dennys - arrangiamento sassofono (brano: How Could We Dare to Be Wrong)
- Russ Ballard - pianoforte, chitarra
- Pete Wingfield - pianoforte
- Derrick Griffiths - chitarra
- Terry Poole - basso
- Steve Bingham - basso
- Jim Rodford - basso
- Jim Toomey - batteria
- Robert Henrit - batteria
- Bryon Lyefoor - batteria

Note aggiuntive
- Chris White e Rod Argent - produttori (della Nexus Productions per la Active Records)
- Registrazioni effettuate al N.3 Studios con un ringraziamento a tutti al Abbey Road
- Peter Vince - ingegnere delle registrazioni
- Chris Gunning - arrangiamenti (archi)
- Mick Keates e Barbara Salisbury e Centrum Graphics - design album
- Dan Loggins - consigliori
- Steve Campbell - fotografia copertina frontale album
- David Lowe (della Picture Library) - fotografia retrocopertina album[5]